# Budzyń (Cracovie)
Pour les articles homonymes, voir Budzyń.
Budzyń est une localité polonaise de la gmina de Liszki, située dans le powiat de Cracovie en voïvodie de Petite-Pologne.